# Ostróda
 For alternative betydninger, se Osterode. (Se også artikler, som begynder med Osterode)
Ostróda [ɔˈstruda] (tysk: Osterode i Østpreussen) er en polsk by med ca. 34.000 indbyggere i Masurien, som blev polsk i 1945 efter forudgående tysk herredømme i århundreder. I perioden 1818-1945 var Ostróda (Osterode) hovedby i det prøjsiske amt Osterode i den sydvestlige del af provinsen Ostpreußen.
Ostróda ligger i det nordøstlige Polen i det ermlandsk-masuriske voivodskab ved floden Drwęca (tysk: Drewenz), der er en biflod til Wisła (tysk: Weichsel).
Etymologisk betyder det oprindeligt tyske navn 'Osterrode' en skovrydning (Rode svarende til dansk -rød, rydning) i øst; og en afledning fra Osterode i Harzen formodes.
Osterode er også navnet på den tyske by Osterode am Harz i Midttyskland foruden et par bydele, Harztor-Osterode i Thüringen og Osterode am Fallstein i Osterwieck, Sachsen-Anhalt.